# Constellation (Schiff, 1855)
Die Constellation war eine hölzerne Fregatte der United States Navy. Sie war das zweite für die US Navy in Dienst gestellte Schiff dieses Namens. Sie ist eines der ältesten noch erhaltenen Schiffe der US Navy.

## Geschichte

### Bau und Hintergrund
Den Bau der Constellation übernahm die Gosport Marinewerft in Norfolk, wo sie am 26. August 1854 zu Wasser gelassen wurde. Im Jahr 1853 wurde die erste Constellation von 1797 aus der Flotte gestrichen und auf der Gosport Marinewerft abgebrochen. Teilweise wird die Meinung vertreten, diese alte Constellation sei ab 1853 nur grundüberholt worden und somit identisch mit der im selben Jahr auf Kiel gelegten und 1854 in Dienst gestellten Constellation.  Dieser Irrtum basiert auf der Listung der neuen Korvette Constellation als „rebuild“ seitens der Marineadministration um die Genehmigung eines Neubaus sowie die Bewilligung von Geldern beim Kongress umgehen zu können. Auch eine Untersuchung des David Taylor Research Centers im Auftrag der US Navy hat ergeben, dass es sich bei der 1854 in Dienst gestellten Constellation um einen Neubau handelt.

### Dienstzeit

#### Frühe Jahre
Nach dem Bau wurde die Constellation am 28. Juli 1855 unter dem Kommando von Kapitän Charles Bell in Dienst gestellt. Sie war zunächst für rund drei Jahre im Mittelmeer eingesetzt, wo sie durch die Rettung einer Schiffsbesatzung erste Meriten erwarb. Nach kurzer Zeit in amerikanischen Gewässern wurde sie das Flaggschiff des US African Squadron, wo sie eine Reihe von Sklavenschiffe aufbrachte.

#### Bürgerkrieg
Am 21. Mai 1861 brachte die Constellation das in Charleston registrierte Sklavenschiff Triton auf. Nach der einen Monat vorher erfolgten Beschießung von Fort Sumter durch konföderierte Truppen wurde die Triton so zur ersten Prise der Unionsmarine. Nach einer Neuausrüstung Ende 1861 kehrte das Schiff für zwei Jahre zum Schutz amerikanischer Handelsrouten im Mittelmeer zurück und blockierte dabei unter anderem das in Gibraltar liegende konföderierte Kaperschiff Sumter. Ende 1864 kehrte die Constellation nach Mobile zurück und wurde nach einer Inspektion durch Admiral David G. Farragut zum Wohnschiff in Norfolk bestimmt.

#### Ausbildungsschiff
Nach fünf inaktiven Jahren funktionierte man die Constellation 1870 zum fahrenden Ausbildungsschiff für die Ausbildung von Seekadetten um. Dort wurde ihr der Spitzname “Cradle of Admirals” (deutsch: „Wiege der Admirale“) zuteil. Ab 1894 diente die Constellation als stationäres Ausbildungsschiff in Newport.

#### Reaktivierung

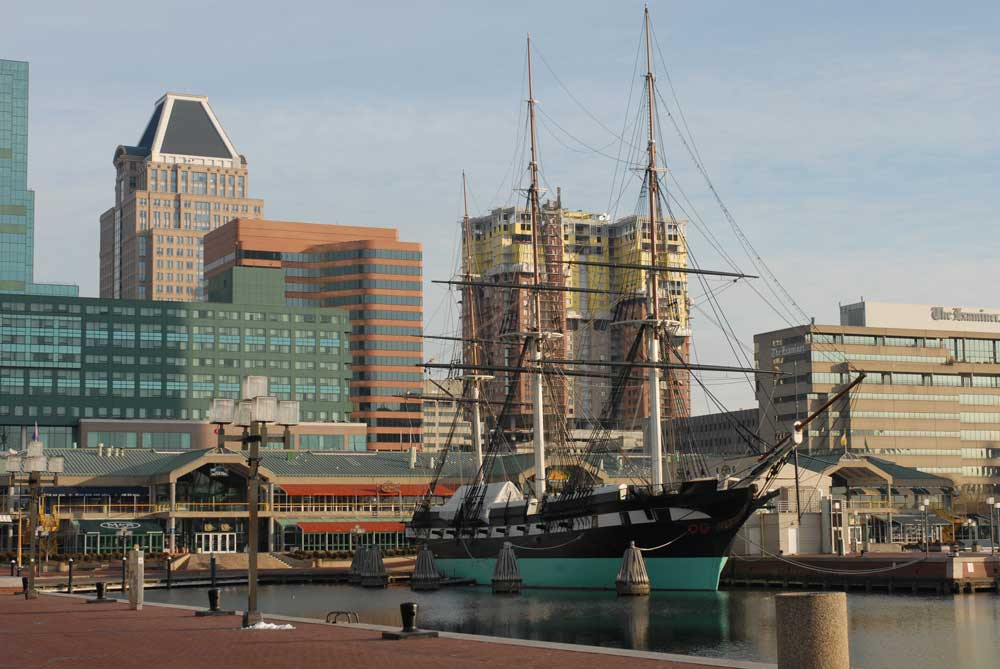
Die Constellation an ihrem Liegeplatz in Baltimore

Nach Beginn des Zweiten Weltkriegs diente die Constellation ab dem Frühjahr bis zum Sommer 1942 als Flaggschiff der US-Atlantikflotte. Ab 1955 war das Schiff wieder außer Dienst und wurde später zum Museumsschiff in Baltimore. Seit dem 23. Mai 1963 ist das Schiff als National Historic Landmark im National Register of Historic Places eingetragen.